# TVT Records
La TVT Records è stata una casa discografica indipendente statunitense, avente sede a New York, fondata nel 1985 da Steve Gottlieb.

## Artisti
- 213
- The A'z
- Adrienne
- Ambulance LTD
- Autechre
- Bender
- Black Crowes
- The Blue Van
- Bobaflex
- The Brian Jonestown Massacre
- Buck-O-Nine
- The Cinematics
- Closure
- The Connells
- Cubanate
- Da Muzicianz
- Default
- Devolve
- Die Warzau
- Esham
- Mic Geronimo
- Gravity Kills
- Guided by Voices
- GZR
- Marcos Hernandez
- The Holloways
- Jurassic 5
- Just Jack
- O-solo
- KMFDM
- The Kicks

- Lil Jon & the East Side Boyz
- Lil Skeeter
- Lumidee
- Magic
- Modern English
- Teedra Moses
- New Years Day
- Oobie
- Jimmy Page
- Paris Bennett
- Pay the Girl
- Pitbull
- The Polyphonic Spree
- Portable
- Psychic TV
- Psykosonik
- Sevendust
- Sister Machine Gun
- Southern Culture on the Skids
- Spookey Ruben
- Towers of London
- Tsar
- Twisted Black
- Tha Eastsidaz
- Vision of Disorder
- Underworld
- Chyna Whyte
- Keke Wyatt
- Ying Yang Twins
- Yo Gotti

### Artisti recenti
- Jacki-O

### Artisti passati
- AFX (Aphex Twin)
- Nine Inch Nails
- Full Force
- Nothingface
- Cash Money Click